# Media Player Classic
Media Player Classic — програвач аудіо- та відео-файлів для операційної системи Windows, розповсюджуваний за ліцензією GNU GPL. Програма має інтерфейс, аналогічний Windows Media Player версії 6.4, однак значно його перевершує за функціональними можливостями.

## Підтримка файлів
Програма відтворює формати: VCD, SVCD, DVD, AudioCD без додаткових кодеків, а також 
Real Media і QuickTime (якщо в системі встановлені відповідні кодеки). Також програма відтворює формати, що підтримують DirectShow, наприклад, DivX, XviD, H.264.
Інші можливості:
- Відтворення й захоплення відео з TV-тюнерів.
- Відтворення Macromedia Flash-роликів, при наявності встановленого Active плагіну, з можливістю перемотування.
- Довільне переміщення й масштабування зображення.
- Підтримка систем керування WinLirc й uiCE.
- Можливість налаштування гарячих клавіш.
- Збереження декодованого потоку (наприклад, MPEG2 із захищених DVD).
- Перегляд фільмів у роздільній здатності, відмінній від поточної.
- Підтримка командного рядка.
- Підтримка субтитрів.
- Можливість відтворення другої звукової доріжки (у будь-якому підтримуваному форматі).
- Відтворення пошкоджених AVI-файлів

## Media Player Classic Home Cinema (x86/x64)
Відгалуженням проєкту та його подальшим розвитком є проєкт Media Player Classic Home Cinema (x86/x64), розпочатий після того, як Gabest припинив подальшу роботу над MPC.
Наразі проєкт неактивний. Останні події, що свідчать про це:
- з 16 липня 2017 не виходило нових версій програми[3]

- 18 липня 2017 команда Media Player Classic оголосила про можливу смерть проєкту[4]

- наприкінці червня 2017 завершилась активна доробка коду програми[5]

- на початку лютого 2018 відбулася одна зміна в коді програми[5]

Інші можливі зміни, що відбулись після написання цієї статті можна переглянути на сторінці проєкту [Архівовано 23 лютого 2019 у Wayback Machine.] в GitHub.
Однак Media Player Classic - Black Edition продовжує існування.
Побудований на базі класичного Media Player Classic, та має свій інтегрований набір медіа-кодеків. Завдяки цьому він може відтворювати різноманітні формати відео та аудіо файлів без встановлення додаткових кодеків. 
Ось список деяких можливостей MPC HC:
- відтворення DVD та Blu-ray (починаючи з версії 1.1.0) дисків
- апаратне прискорення відео за допомогою графічного процесора (GPU) таких відео форматів як H.264 чи VC-1 на відеокартах останнього покоління
- взмозі відтворювати відео та аудіо на зовнішні носії (додаткові монітори, телевізори, аудіоплеєри і т.ін.)
- підтримує різноманітні формати субтитрів
- уміє відтворювати формати QuickTime та RealVideo, в додачу до багатьох інших вбудованих форматів.
- багатомовний інтерфейс (14 мов)
- включає переносну (portable) версію
- включає як 32 так і 64 бітну версію.
- Підтримує 32/64 бітні Windows XP, Windows Vista та Windows 7.

### Відмінності від Media Player Classic
- Інтерфейс перекладено на інші, окрім англійської, мови
- Додаткові відео-декодери, як от H.264 та VC-1 з підтримкою DXVA
- Покращена підтримка Windows Vista та Windows 7, включно з 64-бітною версією
- Підтримка візуалізації EVR та EVR custom preset (який дозволяє вмикати субтитри навіть коли увімкнений DXVA)

## Media Player Classic - Black Edition (MPC-BE) (x86/x64)

MPC-BE під час відтворення відео.

MPC-BE - універсальний програвач аудіо і відеофайлів для операційної системи Windows. Цей проєкт має свою незалежну розробку на базі оригінального коду «Media Player Classic» та «Media Player Classic - Home Cinema», зі своїми нововведеннями та оптимізацією.
Плеєр має значний набір аудіо-відео фільтрів, який дозволяє йому відтворювати практично всі існуючі формати медіафайлів.
Плеєр поширюється за ліцензією GPLv3. 
Підтримує 32/64 бітні Windows XP, Windows Vista, Windows 7 та Windows 8.